# Коммунистическая рабочая группа
Коммунистическая рабочая группа (от нем. Kommunistische Arbeitsgemeinschaft, сокращ. KAG) была отколовшейся от Коммунистической партии Германии (КПГ) группировкой, существовавшей с 1921 по 1922 год, которая возникла в результате критики мартовского восстания 1921 года под руководством КПГ. Её возглавил бывший председатель КПГ Пауль Леви.

## Развитие КРГ
В брошюре Unser Weg. Wider den Putschismus Леви публично критиковал путчистскую тактику КПГ во время мартовского восстания 1921 года, так называемую «наступательную теорию». После сохранения этой критики немецкого и международного коммунистического руководства он был исключён из КПГ по наущению большинства руководства Коминтерна вокруг Зиновьева и большинства партийного руководства. Однако большинство фракции Рейхстага поддержало критику Леви. Ленин сожалел, что Леви оказался «девиантом»: «Леви потерял голову. Однако он был единственным в Германии, кому было что терять» Леви и другие, которые были исключены или вышли из ОКПГ, такие как сопредседатель Эрнст Доймиг, Адольф Хоффманн, Бернхард Дювелл, Отто Брасс и Рихард Мюллер, объединились, чтобы сформировать Коммунистическую рабочую группу (КРГ). Клара Цеткин, разделявшая критику Леви, ушла со своих руководящих постов, но осталась в КПГ.

### Раскол 1922 года
Весной 1922 года большая часть КРГ снова объединилась с Независимой социал-демократической партией (НСДПГ), от которой в декабре 1918 года откололась КПГ. Вместе с подавляющим большинством членов НСДПГ большая часть бывших членов КРГ также присоединилась к СДПГ в конце 1922 года. Некоторые, такие как Пол Вегманн или Оскар Руш, остались в «остальной части НСДПГ». Некоторые члены КАГ, такие как четверо депутатов Рейхстага, Георг Бертеле, Эмиль Эйххорн, Генрих Мальзан и Герман Райх, не пошли по этому пути; первые трое вернулись в КПГ, а Райх сначала стал стажёром во фракции КПГ.

### Вторая КРГ
Недолговечный «ультралевый» раскол КПГ, основанный в 1926 году вокруг членов государственного парламента Отто Гайтнера, Агнес Шмидт и Ганса Шрейера в Тюрингии, не имел организационной или программной преемственности с КРГ, существовавшей с 1921 по 1922 год. На государственных выборах 1927 года она набрала 0,47 процента голосов. При Гайтнере некоторое время было сотрудничество с Карлом Коршем. Позже группа присоединилась к Социалистической рабочей партии Германии.

## Веб-ссылки
- Текст «Наш путь. Против путчизма»